# Ophioderma vansyoci
Ophioderma vansyoci är en ormstjärneart som beskrevs av Hendler 1996. Ophioderma vansyoci ingår i släktet Ophioderma och familjen Ophiodermatidae. Inga underarter finns listade i Catalogue of Life.